# Mark Stanley
Mark Stanley, född 29 april 1988, är en brittisk skådespelare.
Stanley har bland annat medverkat i TV-serierna Trigger Point och A Cruel Love: The Ruth Ellis Story. Han har även medverkat i filmen Euphoria.

## Filmografi (i urval)
- 2018 – Euphoria
- 2019 – Sanditon (TV-serie)
- 2022–2024 – Trigger Point (TV-serie)
- 2023 – My Mother's Wedding
- 2025 – A Cruel Love: The Ruth Ellis Story (TV-serie)
- 2025 – Adolescence (TV-serie)